# Dongchang (köping i Kina, Sichuan)
Dongchang (kinesiska: 董场镇, 董场) är en köping i Kina. Den ligger i provinsen Sichuan, i den sydvästra delen av landet, omkring 39 kilometer sydväst om provinshuvudstaden Chengdu. Antalet invånare är 25 557. Befolkningen består av 12 773 kvinnor och 12 784 män. Barn under 15 år utgör 11,0 %, vuxna 15-64 år 75 %, och äldre över 65 år 12,0 %.
Genomsnittlig årsnederbörd är 1 367 millimeter. Den regnigaste månaden är juli, med i genomsnitt 383 mm nederbörd, och den torraste är januari, med 12 mm nederbörd.